# 三菱地所レジデンス
三菱地所レジデンス株式会社（みつびしじしょレジデンス、英:  MITSUBISHI ESTATE RESIDENCE Co., Ltd.）は、東京都千代田区大手町に本社を置く、日本の不動産会社。三菱地所のグループ会社でマンションを中心として住まいづくりを行う住宅デベロッパーである。

## 概要
1957年創業の藤和不動産に、三菱地所及び三菱地所リアルエステートサービスの住宅事業部門を統合した上で、現商号へ変更し発足した。三菱地所グループ全体の事業セグメント別売上高の36.2％（2017年3月期）を占め、同グループの中核を担う。都心部の分譲マンション開発事業の他、大阪市の大阪駅北地区「うめきた2期地区開発事業」に代表される大規模複合開発における居住用途等も手掛けるなど、全国的に幅広く事業を展開する。2017年に竣工した地上60階建て（高さ208.97m）の「ザ・パークハウス西新宿タワー60」は現在、日本国内において最高階数の超高層マンションである。2011年には全国事業主別分譲マンション供給戸数ランキングで首位となった。また、日本国外でも事業を展開しており、中国、タイ、シンガポール、オーストラリアを拠点に大規模な複合開発を行う。
分譲マンションブランドとして『ザ・パークハウス』（The Parkhouse）を展開する。統合前に三菱地所が得意としていた都心部の高額物件（「パークハウス（PARK HOUSE）」）と、旧・藤和不動産がメインとした主に郊外部における一次取得者層向け物件（「ベリスタ（BELISTA）」）を統合し、2011年以降に当社が販売するマンションブランド名を統一したものである。ブランドコンセプトは「一生ものに、住む」。2013年には、フラグシップとなる高額マンション『ザ・パークハウス グラン』（The Parkhouse Gran）を加え、近年では都心部の賃貸マンション（ザ・パークハビオ）、分譲戸建（ザ・パークハウス ステージ）、投資用コンパクト分譲マンション（ザ・パークワンズ） 、一棟リノベーション分譲マンション（ザ・パークリモア）も展開する。
なお、分譲後のマンション管理はグループ会社の三菱地所コミュニティが担う。

## 沿革
出典：
- 1890年 - 三菱社、丸の内陸軍省用地並びに神田三崎町練兵場土地（353,000m²余）の払下げを受ける。
- 1937年 - 三菱地所株式会社設立。三菱合資会社より丸ノ内ビル並びに同敷地の所有権及び丸の内地区ほかの土地建物営業権を譲り受ける。
- 1953年 -  三菱地所が東京、大阪両証券取引所に株式を上場。
- 1957年 - 藤田組（現・フジタ）の不動産部門から独立して、藤和不動産を設立。
- 1964年 - 藤和不動産のマンション事業第一号、「藤ヶ丘マンション」竣工（24戸）。
- 1969年 - 三菱地所のマンション事業第一号、赤坂パークハウス分譲（67戸）。
- 1972年 - 三菱地所の住宅販売部門として、三菱地所住宅販売を設立。
- 1976年 - 藤和不動産のSDシステム（等価交換方式）によるマンション第一号「藤和吹田コープ」分譲（144戸）。
- 1982年 - 東京都港区三田の綱町エリアに「藤和杉山ホームズ（現・綱町ホームズ）」竣工（22戸、清水建設施工）。
  - マンション名に入っている杉山は豊年製油オーナーの杉山家の邸宅跡（所有者は杉山金太郎→相続、同マンションは杉山元和(?)所有地）の一角に建てられたことに由来する。
- 1986年 - 都心大規模マンション「広尾ガーデンヒルズ」竣工（1,183戸）。
- 1987年 - 藤和不動産の公団住宅の建替事業第一号「小滝台マンション」竣工（81戸）。
- 1993年 - 三菱地所の大規模開発によるマンション「パークハウス多摩川」全体竣工（575戸）。
- 1995年 - 藤和不動産の定期借地権付きマンション第一号「藤和田園調布ホームズ」分譲（10戸）。
- 2000年 -「Afternoon Tea」とコラボレーションした大規模開発「ガーデンセシア」竣工（686戸）。
- 2003年
  - 三菱地所の定期借地権付きマンション「銀座タワー」竣工（180戸）。
  - MM21地区に超高層住宅マンション「M.M.TOWERS」竣工（862戸）。
- 2005年 - 保存林（約25,500m²）を残し、65％の緑地率を実現した大規模マンション「フォートンヒルズ」分譲（888戸）。
- 2007年 - 三菱地所住宅販売が三菱地所リアルエステートサービスに商号変更。
- 2008年
  - 三菱地所と藤和不動産が業務・資本提携強化。
  - 大規模開発で免震工法を採用した「M.M.TOWERS FORESIS」竣工（1,206戸）。
- 2011年 - 三菱地所、三菱地所リアルエステートサービス、藤和不動産の住宅分譲事業の統合により、三菱地所レジデンス株式会社が発足。
- 2011年
  - 新ブランド「ザ・パークハウス」第一弾を発表。「ザ・パークハウス大崎」他18物件。
  - マンションの契約者、入居者を対象とした新たな会員組織「三菱地所のレジデンスクラブ」を発足。
- 2012年 - 住まいの品質を創造する「5つのアイズ」他3件がグッドデザイン賞受賞。
- 2013年
  - 都心のフラグシップマンションシリーズ「ザ・パークハウス グラン」および戸建住宅シリーズ「ザ・パークハウス ステージ」を発表。
  - 海外住宅開発事業、リノベーションマンション事業に新規参入。
  - 災害対策基準モデルマンション「ザ・パークハウス晴海タワーズ クロノレジデンス」竣工（883戸）。
- 2014年
  - 築年数の経過した中小ビルを再生する「Reビル（リビル）事業」に新規参入。
  - マレーシア・クアランプールで住宅開発事業に参画。
  - 地球温暖化防止活動環境大臣賞受賞。
- 2015年
  - 「ザ・パークハウス西新宿タワー60」他計3物件が第1号として「いきもの共生事業所認証（ABINC認証）[集合住宅版]」を取得。
  - 賃貸住宅事業を三菱地所から承継。
  - 地球温暖化防止活動環境大臣賞受賞、グッドデザイン賞ベスト100受賞。
  - 「ザ・パークハウスグラン 千鳥ヶ淵」が竣工（69戸）。
- 2016年
  - 防災街区整備事業「ザ・パークハウス品川荏原町」竣工（55戸）。
  - 現地企業との合弁で、タイに分譲マンション事業会社「Premium Residence」を設立。
  - 資産形成コンパクトマンション「ザ・パークワンズ」を発表。
- 2017年
  - 一棟リノベーションマンション事業へ本格参入。「ザ・パークリモア」を発表。
  - タイ・バンコクでの分譲マンション事業計10,000戸を突破。
  - オーストラリアで初の住宅開発事業参画。
- 2019年
  - 本社を大手町フィナンシャルシティグランキューブに移転。
  - 中国の大手デベロッパー「万科企業」と戦略的提携協議書を締結。
  - フィリピンで初の住宅開発事業に参画。
  - 景観形成重要建築物保存・復元タワーマンション「ザ・パークハウス 神戸タワー」竣工（352戸）。
- 2020年
  - マンション販売の「オンライン接客」を全事業エリアに導入。
  - 新たな賃貸マンションシリーズ「The Parkhabio SOHO」を発表。
  - 新築分譲マンションにおいて、持続可能性に配慮した木材の調達基準にある型枠コンクリートパネルを採用。

- 2021年
  - Reビル事業初の宿泊施設「ザ・パークレックス 大濠公園」オープン。
  - 当社賃貸マンション初の「ZEH-M Oriented」基準に適合した「ザ・パークハビオ 文京江戸川橋」着工。
- 2022年
  - ザ・パークハウス初の「ZEH-M Ready」基準に適合した「ザ・パークハウス 新浦安マリンヴィラ」第1工区竣工（共同事業）。
  - 賃貸マンションシリーズ「ザ・パークハビオ」100棟目が竣工。
- 2023年 - 「ザ・パークハウス 名古屋」全体竣工（462戸）。

## 設立の経緯
- 2008年9月のリーマンショック以降、鋼材高、原油高、マンション不況の三重苦により藤和不動産が会社更生法適用の危機に直面していた。
- 2009年5月に三菱地所が100％子会社化した（発表は同年2月）ことにより会社更生法適用が回避され、事実上救済された。
- 2011年1月に三菱地所、三菱地所リアルエステートサービスの住宅事業部門が統合。藤和不動産を吸収し、統合する形で三菱地所レジデンスとなる。

## 三菱地所のレジデンスクラブ
- 契約後、入居後のユーザー向けの「三菱地所のレジデンスクラブ」は、業界最大の会員組織であり、対象会員数は約60万世帯[7]。

## 主な実績
- ザ・パークハウス晴海タワーズ
- KACHIDOKI THE TOWER
- ザ・パークハウス西新宿タワー60
- ザ・パークハウス新宿タワー
- ザ・パークハウス中之島タワー
- ザ・パークハウス西麻布レジデンス
- ザ・パークハウス渋谷美竹
- ザ・パークハウス上鷺宮
- ザ・パークハウス京都鴨川御所東
- ザ・パークハウスグラン南青山
- ザ・パークハウスグラン千鳥ヶ淵
- ザ・パークハウスグラン三番町
- ザ・パークハウス六番町
- ザ・パークハウス池田山
- ザ・パークハウス国分寺緑邸
- ザ・パークハウス白金一丁目タワー
- ザ・パークハウス白金二丁目タワー
- ザ・パークハウス福岡タワー

現在も数十物件の開発を行っている

## CM出演者
藤和不動産
- 若嶋津（1985年）

三菱地所レジデンス
- 瑛太（2013年）
- 押尾コータロー（2014年）
- 青木定治（2016年）
- 内田真礼（2017年） - ウェブ限定CM
- 竹野谷咲（2017年） - ウェブ限定CM
- 岡崎裕子（2017年）
- 柴咲コウ（2018年）